# Brčko
Brčko Distrikt (BD) (Brčko Distrikt på bosnisk, på serbisk, Брчко Дистрикт, på kroatisk, Brcko Distrikt) er en selvstændig administrativ enhed i det nordøstlige Bosnien-Hercegovina med et indbyggertal på 83.516 (2013).
Officielt er Brčko Distrikt et kondominat mellem Den Bosniakisk-kroatiske Føderation og Republika Srpska. Det blev dannet i 1999 for at afspejle den multietniske natur i Brčko og de omkringliggende områder og deres særlige status i det nyligt uafhængige Bosnien. I praksis fungerer det som et lokalt selvstyreområde, tilsvarende andre kommuner i landet.
Distriktets hovedsæde er byen Brčko.

## Historie
Byen var et strategisk punkt, da Intervention Force (IFOR), ledet af USA, byggede McGovern-feltet på bygrænsen.
Selvom det var et arnested for spændinger i 1990'erne, har byen gjort store fremskridt i multietnisk integration, såsom oprettelsen af et gymnasium. Genopbygningsindsatsen og implementeringsplanen for ejendomsretten har forbedret ejendoms- og tilbagesendelsessituationen.
Brčko har været en vigtig bestanddel af Dayton-fredsaftalen, efter Brčko-voldgiften blev vedtaget i maj 1997, der erklærede Brčko-distriktet for en særlig zone uden for jurisdiktion af de to nationale enheder, der udgør Bosnien-Hercegovina, Føderationen Bosnien-Hercegovina og Republika Srpska.
Den første internationale enhed, der åbnede i Brčko, var Organisationen for Sikkerhed og Samarbejde i Europa (OSCE).
Brčko-distriktet blev oprettet efter en voldgiftsproces udført af FN høje repræsentant for Bosnien-Hercegovina. I Dayton-fredsaftalen kunne processen dog kun afgøre striden om grænsen mellem enheder (grænse). Distriktet Brčko blev dannet af hele den tidligere Brčko kommunes territorium, hvoraf 48 % (inklusive byen Brčko) var i Republika Srpska, mens 52 % var i Føderationen Bosnien-Hercegovina. Efter krigen opretholdt Den Europæiske Union en diplomatisk tilstedeværelse for at bevare freden i området.
I 2006 blev al "entitetslovgivning i Brčko-distriktet og grænselinjen" afskaffet i henhold til FN's overvågningsmissionsordre. Resolutionen afgivet af Brčko Supervisor Susan Johnson fjerner alle love om Bosnien-Hercegovinas føderale enheder i distriktet og fjerner også grænselinjen. Beslutningen gør distriktets love og lovene i staten Bosnien-Hercegovina (inklusive lovene i Den Socialistiske Republik Bosnien-Hercegovina) til grundlæggende juridiske principper i distriktet.
Brčko var det eneste element i Dayton-fredsaftalen, der ikke blev afsluttet. Voldgiftsaftalen blev afsluttet i april 1996, hvilket resulterede i et "distrikt" som nævnt ovenfor, der skal administreres af den internationale repræsentation i person af en ambassadør udpeget af en mission fra OSCE.
Den første OSCE-repræsentant for Brčko-distriktet ankom i juni 1996. Før denne dato havde OSCE et beskedent repræsentationskontor, oprindeligt ledet af Randolph Hampton. I mellemtiden, før Brčko-distriktet kunne blive repræsenteret som fastsat i de post-vilkårlige aftaler, blev der afholdt lokalvalg og udleveret humanitære hjælpepakker i samarbejde med agenturerne USAID og Generaldirektoratet for Humanitær Bistand og Civilbeskyttelse (ECHO). Distriktet var kendt som et center for forskellige internationale programmer for genopbygningen af Bosnien-Hercegovina, alle hovedsagelig drevet af udenlandske regeringer, især USA.
Området blev oprindeligt administreret af det internationale samfund. Brčko-distriktet blev officielt etableret den 8. marts 2000, efter at det stod klart, at de to enheder ikke kunne beslutte, hvilket område der skulle tildeles hver side. Regeringen er sammensat af lige dele af de tre etniske grupper. Ud over egen administration får regionen egen post-, skatte- og politilovgivning.
Indtil august 2012 blev lokalt valgte embedsmænd assisteret af en international supervisor. Den tilsynsførende var tillagt vide beføjelser, herunder beføjelser til at meddele bindende afgørelser. Han var ansvarlig for at lette flygtninges tilbagevenden, fremme en demokratisk og multietnisk regering og reaktivere økonomien. OSCE og EUFOR bevarede deres tilstedeværelse i distriktet efter suspensionen af tilsynet, og EU's delegation etablerede en workshop i Brčko. Den højtstående repræsentants mandat forbliver uændret.

## Forbundets vedtægter
Brčko-distriktet, selvom det teoretisk administreres af begge bosniske fødererede enheder, er i praksis en tredje enhed i Republikken Bosnien-Hercegovina, der har samme rettigheder som Den Serbiske Republik Bosnien og Føderationen Bosnien-Hercegovina.
Brčko er under føderationens direkte administration, men distriktet betragtes som frit territorium, det vil sige under administration af begge fødererede enheder, eller endda som fælles territorium mellem dem, i form af ejerlejlighed .

## Sport
Byen har 3 fodboldhold (FK Jedinstvo Brčko, FK Lokomotiva Brčko og det nyeste hold, FK Ilićka 01). Alle hold spiller i den anden liga i den serbiske republik.

## Galleri
- Den Hvide MoskeDen Hvide Moske
- Luftbillede af Brcko-broen
- Brcko banegård
- Lungesygdommeklinik

## Grænser
Brčko grænser mod syd og nordvest af Føderationen Bosnien-Hercegovina, mod øst og vest af Serbiske Republik Bosnien, mod nord af Republikken Kroatien og mod nordøst med Republikken Serbien.

## Demografi By
Ifølge folketællingen i 1991 har byen 41.406 indbyggere, herunder:
- bosniere: 22.994 (55,54 %)
- serbere: 8.253 (19,93 %)
- jugoslaver: 5.211 (12,53 %)
- kroater: 2.894 (6,99 %)
- Andre: 2.054 (4,96 %)

## Demografi Distrikt
1971
Befolkningen var 74 771 indbyggere, fordelt som følger:
- bosniakker - 30 181 (40,36 %)
- kroater - 24 925 (33,33 %)
- serbere - 1086 (1,45 %)
- jugoslaver 5 %
- Andre - 870 (1,18 %)

1991
Før krigen havde Brčko kommune 87 332 indbyggere, herunder:
- bosniakker - 45 %
- kroater - 25 %
- serbere - 21 %
- jugoslaver 6 %
- Andre - 3 %

1997
Befolkningen i distriktets territorium er 33 623 indbyggere, herunder:
- Bosniak - 10 569 (31,39 %)
- kroater - 2650 (7,81 %)
- serbere - 18 193 (52,09 %)
- jugoslaver 5 %
- Andre - 0,4 %

Der har ikke været en officiel folketælling siden 1991, så nogle af de data, der rapporteres her, er kun skøn.
2006
Befolkningen i distriktet blev anslået til 78 863 mennesker, fordelt som følger:
- Bosniak - 32 332 (43,95 %)
- kroater - 7919 (11,50 %)
- serbere - 38 618 (46,55 %)

2013
- Bosnisk - 35.381 (42,36 %)
- serbere - 28.884 (34,58 %)
- kroater - 17.252 (20,66 %)
- andre nationaliteter - 1.899 (2,28 %)

1961 folketælling
- Brcko etnisk struktur efter bosættelser 1961
- Brcko etnisk struktur efter bosættelser 1961
- Andelen af bosniere i Brčko efter bosættelser 1961
- Andelen af kroater i Brčko efter bosættelser 1961
- Andelen af serbere i Brčko efter bosættelser 1961

1971 folketælling
- Brcko etnisk struktur efter bosættelser 1971
- Brcko etnisk struktur efter bosættelser 1971
- Andelen af bosniere i Brčko efter bosættelser 1971
- Andelen af kroater i Brčko efter bosættelser 1971
- Andelen af serbere i Brčko efter bosættelser 1971

1981 folketælling
- Brcko etnisk struktur efter bosættelser 1981
- Brcko etnisk struktur efter bosættelser 1981
- Andelen af bosniere i Brčko efter bosættelser 1981
- Andelen af kroater i Brčko efter bosættelser 1981
- Andelen af serbere i Brčko efter bosættelser 1981

1991 folketælling
- Brcko etnisk struktur efter bosættelser 1991
- Brcko etnisk struktur efter bosættelser 1991
- Andelen af bosniere i Brčko efter bosættelser 1991
- Andelen af kroater i Brčko efter bosættelser 1991
- Andelen af serbere i Brčko efter bosættelser 1991

2013 folketælling
- Brcko etnisk struktur efter bosættelser 2013
- Brcko etnisk struktur efter bosættelser 2013
- Andelen af bosniere i Brčko efter bosættelser 2013
- Andelen af kroater i Brčko efter bosættelser 2013
- Andelen af serbere i Brčko efter bosættelser 2013

## Steder
Brčko-distriktet har 59 lokaliteter:
- Trimming
- Boće
- Boderista
- Brcko
- Brezik
- Brezovo Polje
- Brezovo Polje Seal
- Brka
- Brod
- Bukovac
- Bukvik Donji
- Bukvik Gornji
- Buzekara
- Cerik
- Čađavac
- Cande
- Čoseta
- Donji Rahić
- Donji Zovik
- Dubrave
- Dubravice Donje
- Dubravice Gornje
- Gajevi
- Gorice
- Gornji Rahić
- Gornji Zovik
- Grbavica
- Gredice
- Islamovac
- Krbeta
- Krepšić
- Laništa
- Lukavac
- Maoča
- Markovic Polje
- Ograđenovac
- Omerbegovača
- Palanka
- Populær blæksprutte
- Potočari
- Rašljani
- Ražljevo
- Repino Brdo
- Sandici
- Skakava Donja
- Skakava Gornja
- Slijepčevići
- Stanovi
- Šatorovići
- Štrepci
- Trnjaci
- Ulice
- Ulović
- Vitanovići Donji
- Vitanovići Gornji
- Vucilovac
- Vujičići
- Vukšić Donji
- Vuksic Gornji

## Regering og Politik
Der er 29 pladser i Brčko-distriktsforsamlingen. Mandater fordeles som følger for hvert parti:
- 6 sæder i Serbiens Demokratiske Parti
- 5 pladser fra Socialdemokratiske parti
- 4 pladser fra Democratic Action Party
- 3 pladser i Croatian Democratic Union
- 3 pladser fra partiet for Bosnien-Hercegovina
- 2 pladser i Alliance of Independent Social Democrats
- 2 pladser fra Kroatiske Bondeparti
- 2 pladser fra Socialistpartiet i Republika Srpska
- 1 sæde fra Det Demokratiske Parti
- 1 selvstændig kandidat ledig stilling

Efter etnicitet:
- 13 bosnisk
- 11 serbere
- 5 kroatisk

## Vejledere
Der blev udpeget en international supervisor for Brčko-distriktet. Han tjener også som stedfortræder Højtstående repræsentant. Denne stilling blev suspenderet i 2012. Følgende vejledere udøvede denne stilling:
1. USA Robert William Farrand,7. marts 1997 - 2. juni 2000
2. USA Gary L. Matthews, 2. juni 2000 - 14. marts 2001
3. GER Gerhard Sontheim, 14. marts 2001 - 20. april 2001 (interim)
4. USA Henry Lee Clarke, 20. april 2001 - 1. oktober 2003
5. GER Gerhard Sontheim, 1. oktober 2003 - 16. januar 2004 (interim)
6. USA Susan Rockwell Johnson, 16. januar 2004 - 1. oktober 2006
7. USA Raffi Gregorian, 1. oktober 2006 - 2. august 2010
8. GER Gerhard Sontheim, 2. august 2010 - 22. september 2010 (midlertidigt)
9. USA Roderick Moore, 22. september 2010 - ?

## Borgmestre
Følgende borgmestre var ved magten i distriktet:
1. Miodrag Pajić (serbisk) 1993 - 13. november 1997
2. Borko Reljić (serbisk) 13. november 1997 - 15. april 1999
3. Sinisa Kisić (serbisk) 15. april 1999 - 12. november 2003
4. Ivan Krndelj (kroatisk) 12. november 2003 - 3. december 2003
5. Branko Damjanac (serbisk) 3. december 2003 - 8. december 2004
6. Mirsad Djapo (Bosniak) 8. december 2004 - 12. februar 2009
7. Dragan Pajić (serbisk) 12. februar 2009 - ?

## Enestående mennesker
- Edo Maaika —rapper
- Mladen Petrich  er en kroatisk international fodboldspiller
- Vesna Pisarovych  er popsanger
- Lepa Brena  er sanger
- Edvin Kanka Čudić  er en menneskerettighedsforkæmper fra Bosnien
- Anil Dervišević — Ejer af volleyballklubben "Denver-Area", træner for Bosnien-Hercegovinas kvindelige volleyballhold
- Jenana Sheganovich  er pianist
- Anton Maglika  er en kroatisk fodboldspiller
- Jasmin Imamovich  er politiker
- Natasha Voynovich  er en serbisk model
- Mato Tadic  er dommer
- Brankica Mykhailovych  er en serbisk volleyballspiller, verdens- og europamester, sølvmedaljevinder ved Sommer-OL 2016
- Ines Jankovic  er en serbisk modedesigner
- Nikola Kovach  er en professionel spiller Counter-Strike: Global Offensive